# Jorys Mène
Jorys Mène (Amiens, 2 gennaio 1995) è un calciatore francese, difensore dell'Alisontia Steinsel.

## Carriera

### Club
Ha giocato nella seconda divisione lussemburghese e nella quinta divisione francese.

### Nazionale
Ha giocato nella nazionale neocaledoniana Under-23.
Tra il 2016 e il 2019 ha giocato cinque partite con la nazionale maggiore neocaledoniana.

## Statistiche

### Cronologia presenze e reti in nazionale
| Cronologia completa delle presenze e delle reti in nazionale ― Nuova Caledonia | Cronologia completa delle presenze e delle reti in nazionale ― Nuova Caledonia | Cronologia completa delle presenze e delle reti in nazionale ― Nuova Caledonia | Cronologia completa delle presenze e delle reti in nazionale ― Nuova Caledonia | Cronologia completa delle presenze e delle reti in nazionale ― Nuova Caledonia | Cronologia completa delle presenze e delle reti in nazionale ― Nuova Caledonia | Cronologia completa delle presenze e delle reti in nazionale ― Nuova Caledonia | Cronologia completa delle presenze e delle reti in nazionale ― Nuova Caledonia |
| Data                                                                           | Città                                                                          | In casa                                                                        | Risultato                                                                      | Ospiti                                                                         | Competizione                                                                   | Reti                                                                           | Note                                                                           |
| ------------------------------------------------------------------------------ | ------------------------------------------------------------------------------ | ------------------------------------------------------------------------------ | ------------------------------------------------------------------------------ | ------------------------------------------------------------------------------ | ------------------------------------------------------------------------------ | ------------------------------------------------------------------------------ | ------------------------------------------------------------------------------ |
| 12-11-2016                                                                     | Auckland                                                                       | Nuova Zelanda                                                                  | 2 – 0                                                                          | Nuova Caledonia                                                                | Qual. Mondiali 2018                                                            | -                                                                              |                                                                                |
| 15-11-2016                                                                     | Koné                                                                           | Nuova Caledonia                                                                | 0 – 0                                                                          | Nuova Zelanda                                                                  | Qual. Mondiali 2018                                                            | -                                                                              |                                                                                |
| 8-7-2019                                                                       | Apia                                                                           | Samoa Americane                                                                | 0 – 5                                                                          | Nuova Caledonia                                                                | Giochi del Pacifico 2019                                                       | -                                                                              |                                                                                |
| 12-7-2019                                                                      | Apia                                                                           | Nuova Caledonia                                                                | 1 – 0                                                                          | Figi                                                                           | Giochi del Pacifico 2019                                                       | -                                                                              |                                                                                |
| 15-7-2019                                                                      | Apia                                                                           | Tahiti                                                                         | 0 – 3                                                                          | Nuova Caledonia                                                                | Giochi del Pacifico 2019                                                       | -                                                                              |                                                                                |
| Totale                                                                         |                                                                                | Presenze                                                                       | 5                                                                              |                                                                                | Reti                                                                           | 0                                                                              |                                                                                |